# Rio Ota
O rio da Ota é um curso de água português que nasce na serra de Montejunto, passa por Ota e desagua no rio Alenquer pouco antes deste desaguar na margem direita do rio Tejo perto de Vila Nova da Rainha.

## Afluentes
- Ribeira do Bairro
- Ribeiro do Soalheiro
- Ribeiro do Porto